# Arería
Arería fue una alcaldía mayor de la provincia de Guipúzcoa.

## Historia
La alcaldía mayor incluía en su jurisdicción los lugares de Arriarán, Astigarreta, Gudugarreta, Ichaso, Ormáiztegui, Azpeitia, Lazcano, Olaberría, Zumárraga, Gaviria y Ezquioga, entre otros. Aparece descrita en el segundo volumen del Diccionario geográfico-estadístico-histórico de España y sus posesiones de Ultramar de Pascual Madoz con las siguientes palabras:

ARERIA: ant. alcaldía en la prov. de Guipúzcoa, que se componía de las v. y conc. de Arriaran, Astigarreta, Gudugarreta, Ichaso y Ormaiztegui, que pertenecen hoy al part. jud. de Azpeitia, y Lazcano y Olaberria que corresponden al de Tolosa. Estuvieron sujetos, á esta alcaldía otros muchos pueblos bajo el nombre de Valle de Areria, como consta de la demarcacion del ob. de Pamplona, hecha por el Rey de Navarra en el año de 1027. Las espresadas v. y conc. enviaban 1 procurador á las juntas de prov., en las que votaba con 59 fuegos y ocupaba el 15º asiento á la der. del correg.; cada lugar tenia un alc. ordinario que ejercia la jurisdiccion.
(Madoz, 1845, p. 528)